# Копани (Херсонская область)
Копани (укр. Копані) — посёлок в Чернобаевской сельской общине Херсонского района Херсонской области Украины.
Почтовый индекс — 75010. Телефонный код — 5547. Код КОАТУУ — 6520385003.

## Население
Население по переписи 2001 года составляло 42 человека.

### Языковой состав
Родной язык населения по данным переписи 2001 года:
| Язык        | Численность, чел. | Доля     |
| ----------- | ----------------- | -------- |
| Украинский  | 39                | 92,86 %  |
| Русский     | 2                 | 4,76 %   |
| Белорусский | 1                 | 2,38 %   |
| Итого       | 42                | 100,00 % |

## Местный совет
75010, Херсонская обл., Белозёрский р-н, с. Посад-Покровское, ул. Победы, 5